# Halfdan le Vieux
Halfdan le Vieux (en vieux norrois : Hálfdanr gamli ou Hálfdanr inn gamli), est un roi scandinave légendaire du Ve siècle, de qui descendent beaucoup de lignées légendaires vikings.
Un deuxième Halfdan le Vieux est le prétendu grand-père de Ragnvald Eysteinsson.

## Halfdan l'Ancien, ancêtre de nombreuses lignées

### Selon l'Hyndluljód
Dans le poème Hyndluljód (ou Le chant d'Hyndla), Halfdan est lui-même appelé un Skjöldung (verset 14). Au verset 16, les Skjöldungs sont appelés ainsi à la place de l'une des familles qui se développa à partir du mariage de Halfdan avec Álmveig (Alvig).

### Selon leSkáldskaparmál
Snorri Sturluson explique dans le Skáldskaparmál :

« Il y avait un roi nommé Halfdan le Vieux, qui a été le plus célèbre de tous les rois. Il a fait une grande fête sacrificielle au milieu de l'hiver, et a sacrifié à cette fin pour qu'il puisse vivre trois cents ans dans son royaume (...). C'était un grand guerrier, et il est allé sur des incursions très loin, dans les Régions de l'Est : là, il tua en combat singulier le roi qui était appelé Sigtrygg. Alors il prit comme épouse la femme du nom d'Alvig la Sage, la fille du roi Eymund de Hólmgard [Hólmgarðr] : ils ont eu dix-huit fils, [dont] neuf nés en une naissance. Voici leurs noms :
le premier, Thengil [Thengill], qui a été appelé Thengil des Hommes ;

le deuxième, Ræsir ;
le troisième, Gramme [Gramr] ;
le quatrième, Gylfi ;
le cinquième, Hilmir ;
la sixième, Jöfur [Jǫfourrure] ;
le septième, Tyggi ;
le huitième, Skyli ou Skúli ;

le neuvième, Harri ou Herra.
Ces neuf frères sont devenus si célèbres pour leurs raids, dans tous les records, depuis leurs noms sont utilisés comme titres de rang, de même que le nom de Roi ou de Jarl. Ils n'avaient pas d'enfants, et sont tous tombés dans la bataille. »
Snorri donne ensuite des exemples de versets scaldiques où ces noms sont utilisés comme termes généraux pour « seigneur » ou « souverain ». La promesse de trois cents années sans femme parmi les descendants d'Halfdan est mise en parallèle avec l'histoire de Ríg et de Jarl qui a seulement des fils et aucune fille.
Aucun des titres donnés ici ne font doublon avec des titres tels que hersir, jarl, konungr, et dróttinn qui apparaissent dans le récit de Ríg.

Snorri continue :
« Halfdan et sa femme avaient neuf autres fils aussi ; il s'agit de :Hildir, de qui viennent les Hildings ;Nefir, de qui ont jailli les Niflungs ;Audi [Auði], de qui sont venus les Ödlings [Ǫðlingar] ;Yngvi, dont les Ynglings sont les descendants;Dag [Dagr], de qui viennent les Döglings [Dǫglingar];Bragi, de qui proviennent les Bragnings (la race de Halfdan le Doux) ;Budli [Buðli], de qui sont venus les Budlungs [Buðlungar] (à partir de la maison des Budlungs, descendants d'Atli et Brynhild [Brynhildr]);le huitième était Lofdi [Lofði], qui a été un grand roi guerrier (...) d'où a jailli Eylimi, Sigurd Fáfnir (...);le neuvième, Sigar [Sigarr], d'où viennent les Siklings : c'est la maison de Siggeir [Siggeirr], qui était le gendre de Völsung [Vǫlsungr],—et la maison de Sigar, qui a pendu Hagbard [Hagbarðr].

De la race des Hildings, jaillit Harald à la Barbe Rouge [Haraldr granrauði], la mère du père de Halfdan le Noir [Hálfdanr inn svarti].
De la maison des Niflung, était Gjúki.
De la maison des Ödlings, Kjár [Kjárr].
De la maison des Ylfings était Eirík l'Éloquent [Eiríkr inn málspaki]. »
Les Skjöldungs et les Skilfings, mentionnés dans la Hyndluljód, sont ici absents. Les Ylfings sont soudainement introduits à la fin du poème, dans une référence à Eirík l'Éloquent, mais on ne les retrouve pas parmi les neuf familles.

Snorri mentionne alors ce qui semble être les quatre célèbres maisons qui ne descendent pas de Halfdan le Vieux :
« Ces deux-ci sont d'illustres maisons royales :
de Yngvi, le Yngling sont les descendants ;
de Skjöld dans le Danemark, les Skjöldungs sont venus ;

de Völsung dans le pays des Francs, ceux qui sont appelés Völsungs.
Un roi guerrier a été nommé Skelfir ; et sa maison est appelée la Maison de Skilfings : sa famille est dans la Région de l'Est. »
Mais Yngvi a déjà été nommé comme l'un des fils d'Halfdan l'Ancien, et les Skjöldungs et Skilfings sont comptés parmi les descendants de Halfdan dans le Hyndluljód.

### Selon lesÆttartolur

#### Halfdan et ses fils
Les Ættartolur, les généalogies annexées au Hversu Noregr byggðist dans le Livre de Flatey, introduise Halfdan le Vieux comme le souverain de Ringiríki (un territoire incluant Ringerike et Valdres en Oppland). Halfdan est ici le fils du roi Hring (éponyme de Ringeríki) par la fille du roi des mers nommé Vífil (Vífill). Hring était le fils de Raum l'Ancien (éponyme de Raumaríki) par Hild (Hildr) la fille de Gudröd l'Ancien (Guðrǫðr inn gamli). Raum l'Ancien était fils de Nór (Nórr), fondateur mythique éponyme de la Norvège.
Dans son sacrifice, Halfdan demanda une durée de vie de 300 ans, comme celle de son ancêtre Snær.
La forme Tiggi apparaît à la place de Tyggi dans la liste des neuf premiers fils. La liste des neuf autres fils a Skelfir au lieu de Yngvi, et la forme Næfil (Næfill) au lieu de Nefir. L'ordre des noms est le même, et il est expliqué que Hildir, Sigar et Lofdi ont été des rois guerriers ; Audi, Budli et Næfil ont été des rois des mers, tandis que Dag, Skelfir, et Bragi sont restés sur leurs terres.

#### La lignée des Döglings
Dag épousa Thóra, mère des Héros (Thóra drengjamóður), qui lui donna neuf fils, mais seulement quatre sont nommés : Óli, Μm (Ámr), Jöfur, et Arngrím (Arngrímr).
Óli était le père de Dag, père de Óleif (Óleifr), père de Hring, père de Helgi, père de Sigurd Hart (Sigurðr Hjǫrtr), père de Ragnhild (Ragnhildr), la mère de Harald à la Belle Chevelure.
Arngrím épousa Eyfura qui lui donna Angantýr le Berserk (Angantýr berserkr). L'histoire d'Angantýr est presque entièrement traitée dans la saga Hervarar. Il apparaît également en partie dans le livre 5 de la Geste des Danois (Gesta Danorum) ; le décès d'Angantýr et ses onze frères apparaissent dans la saga d'Oddr aux Flèches.

La strophe 18 de l'Hyndluljód (Le chant d'Hyndla) dit :
« La compagne de Dag     a été une mère de héros [drengja móður],

Thóra, qui lui a donné    les plus braves combattants,
Fradmar [Fraðmarr] et Gyrd [Gyrðr]     et les deux Frekis [Frekar],
Ám et Jöfurmar [Jǫfurmar],     Álf l'Ancien. »

Le nom Ám correspond à celui d'un fils de Dag dans Ættartolur, et Jöfurmar est probablement identique au Jöfur de Ættartolur. Fradmar, Gyrd, Álf l'Ancien et les deux Frekis portent le total à sept. En ajoutant les noms Óli et Arngrím à cette liste à partir de Ættartolur, on arrive à un total de neuf, comme promis dans Ættartolur. Cela peut être une coïncidence. Il est étrange que Hyndluljód laisse les deux seuls noms seulement pour qui Hversu fournit des descendants.

#### La lignée des Bragnings
Bragi l'Ancien [Bragi gamli] était le roi de Valdres et père d'Agnar, le père d'Álf, le père d'Eirík (Eiríkr), père de Hild (Hildr), la mère de Halfdan le Généreux, le père de Gudröd (Guðrǫðr) le Chasseur, le père de Halfdan le Noir, le père de Harald à la Belle Chevelure.

#### La lignée des Skilfings ou Skjöldungs
Skilfir était le roi de Vörs (Vǫrs), le Voss moderne dans le nord de Hordaland dans le sud-ouest de la Norvège. Skelfir était le père de Skjöld (Skjǫldr), père d'Eirík, le père d'Alrek (Alrekr), père d'Eirík l'Éloquent, le père d'Alrek le Gras (Alrekr inn frækni), père de Víkar (Víkarr), père de Vatnar (Vatnarr), père de deux fils : Ímald (Ímaldr) et Eirík, ce Eirik étant père de Gyda (Gyða) qui était l'une des épouses de Harald à la Belle Chevelure. Ils étaient appelés la lignée de Skilfing ou la lignée de Skjöldung.
Pour des commentaires sur cette lignée et les différentes traditions associées, voir Scylfing et Víkar.

#### La lignée des Hildings
Hildir était le père de Hildibrand (Hildibrandr), père de Vígbrand (Vígbrandr), père de Hildir et Herbrand (Herbrandr). Herbrand était le père de Harald à la Barbe Rouge, le père d'Ása qui était la mère de Halfdan le Noir, le père de Harald à la Belle Chevelure.
Le texte dit en fait « Harald Grenski » (Haraldr inn grenski), au lieu de Harald à la Barbe Rouge, mais ceci doit être une erreur. Harald Grenski était le nom d'une figure plus tardive, le père du roi Olaf II de Norvège, et la saga des Ynglingar et les nombreuses autres sources identifient Harald à la Barbe Rouge comme père d'Ása.

#### La lignée des Siklings
Sigar est cité avec deux fils, Siggeir et Sigmund (Sigmundr). Siggeir est dans la saga Volsunga, le vilain mari de Signý, la fille de Völsung. Sigmund, fils de Sigar, épousa Hild, fille du roi Grjótgard (Grjótgarðr) de Mœr (cf Gard Agdi (en) pour la généalogie de Grjótgard). Leur fils était Sigar, le père de Signý.
L'une des sources où l'histoire de Hagbard apparaît est la Gesta Danorum, livre 7, qui concerne l'amour entre Hagbard, fils de Hamund, et Signý/Signe, la fille du roi Sigarus, bien que Hagbard ait tué ses frères. Lorsque Sigarus découvrit l'affaire, il fit pendre Hagbard. Puis le frère d'Hagbard, Haco/Hako/Haki, le vengea. Dans cette version, Sigar/Sigarus est un roi de Danemark, fils de Sivaldus, fils du roi Ungvinus, qui était à l'origine roi de Götaland.
Il y a des endroits dans toute la Scandinavie associés à cette légende, tels qu'Asige dans l'ancienne province danoise (actuellement suédoise) de Halland, à la frontière Götaland, où il y a deux grands menhirs appelé la potence de Hagbard.
Hagbard et son frère Haki sont mentionnés comme de grands rois des mers dans la saga des Ynglingar, où Haki ravit le trône suédois du roi Hugleik (cet événement apparaît également dans la Gesta Danorum où Haco tue le roi Irlandais Huglethus) pour être tué plus tard dans la bataille avec Jorund, cousin de Hugleik.
Une troisième référence à Hagbard et son frère Haki apparaît dans la saga Völsunga, chapitre 25.

#### La lignée des Lofdungs
Lofdi fut un grand roi qui a attaqué Reidgotaland (Reiðgotaland) et en est devenu le roi. Les fils de Lofdi était le roi des mers Skekkil (Skekkill sækonungr) et Skyli. Skyli était le père de Egdir (Egðir), le père de Hjálmthér (Hjálmþér), le père de Eylimi, le père de Hjördís (Hjǫrdís), la mère de Sigurd le fléau de Fáfnir, le père d'Áslaug, une femme de Ragnar Lodbrok, et par lui, la mère de Sigurd Œil-de-Serpent, père d'une deuxième Áslaug qui était la mère de Sigurd Hart. Sigurd Hart était le père de Ragnhild (Ragnhildr), mère de Harald à la Belle Chevelure.
Mais la stance 26 de Hyndluljód identifie Eylimi, le père de Hjördís, comme un Ödling.

#### La lignée des Ödlings
Audi et son frère Budli furent des rois des mers qui ont attaqué ensemble et se sont installés en Valland (France) et en Saxland (Saxe). Audi a gouverné en Valland. Il était le père de Fródi (Fróði), père de Kjár (Kjárr), père d'Ölrún (Ǫlrún).
Ölrún, fille du roi Kjár de Valland, apparaît dans l'introduction à la Völundarkvida. Elle devint la femme d'Egile, frère de Völund. Le nom Kjárr peut être étymologiquement dérivé du latin Caesar. Mais ici, la connexion avec la France suggère qu'il pourrait être une adaptation du nom français Charles.

#### La lignée des Budlungs
Le roi des mers Budli s'installe en Saxland. Il était le père d'Attil (Attill), père de Vífil (Vífill), père de Læfi, le père de Budli. Ce deuxième Budli était le père de Sörli (Sǫrli) ou Serli, d'Atli et de Brynhild. Brynhild était la mère de Áslaug, aïeule de Harald à la Belle Chevelure.
Atli est une version légendaire d'Attila le Hun, et le nom Budli vient de Bleda qui fut le frère aîné historique d'Attila. Le nom Sörli est donné à un frère d'Atli seulement dans ce texte. Mais dans le poème Atlamál hin grœnlenzku (strophe 50), Atli déclare qu'il a été l'un des quatre frères, lorsque son père Budli est mort et que la moitié d'entre eux sont morts, tués par sa femme Gudrún. Dans le texte allemand Nibelungenlied, Attila est appelé Etzel et dit être le fils de Botelung, interprété visiblement comme le nom Budlung. Dans ce conte, Etzel a un jeune frère nommé Bloedelin qui a été tué par Dancwart, frère de Hagen. Blowdelin est probablement un autre souvenir de l'historique Bleda. Le poème Oddrúnargrátr parle de la sœur d'Atli, Oddrún, et de son histoire d'amour interdit avec Gunnar, qui a été l'une des motivations de la trahison d'Atli. Oddrún est également mentionnée dans Sigurðarkviða, dans l'introduction de Dráp Niflunga et dans la Völsunga saga.

#### La lignée des Niflungs
Le roi Næfil était le père de Heimar, le père d'Eynef (Eynefr), père de Rakni, le père de Gjúki. Gjúki était le père de deux fils, nommés Gunnar (Gunnarr) et Högni (Hǫgni) et de deux filles nommées Gudrún (Guðrún) et Gudný (Guðný).
Pour le commentaire et les différentes traditions associées, voir Nibelung.

## Famille

### Mariage et enfants
Avec Alvig la Sage, fille du roi Eymund de Hólmgard (es) , il eut :
- 18 fils.

## Halfdan Sveidasson le Vieux de la lignée de Gór
La Orkneying saga ne parle pas du tout des descendants de Nór (fondateur mythique de la Norvège), mais introduit plutôt une figure nommée Halfdan le Vieux comme le fils du roi des mers Sveidi (Sveiði), qui est appelé Svadi (Svaði) dans le Ættartolur. Sveidi/Svadi dans les deux textes était le fils de Heiti, fils de Gór qui était le frère de Nór.
Ce deuxième Halfdan le Vieux est le père du jarl Ívar des hautes terres, qui a épousé une fille d'un certain Einstein, et est devenu ainsi père de Eystein la Clatterer (Eysteinn Glumra) qui était le père du jarl Rögnvald de Møre et de son frère, Sigurd Eysteinsson, et également de deux filles : Malahule et Svanhild, l'une des femmes du roi Harald à la Belle Chevelure.
Selon diverses sources, le jarl Rögnvald Eysteinsson avait trois fils illégitimes : Hallad (Hallaðr), Hrollaug (Hrollaugr) et Torf-Einarr. Plus tard, par sa femme Ragnhild (Ragnhildr) fille de Hrólf le Nez (Hrólf Nefja), Rögnvald fut le père de trois fils légitimes : Hrólf, Ívar et Thórir (Þórir) le Silencieux. Thórir hérita des terres de son père. Les quatre premiers jarls des Orcades ont été successivement Sigurd le frère de Rögnvald, Guthorm (Guttormr) fils de Sigurd, Hallad fils de Rögnvald, et Torf-Einarr fils de Rögnvald. Les jarls suivants descendent de Torf-Einarr. Hrollaug, sa femme et ses fils se sont installés en Islande.
Hrólf, également appelé Ganger-Hrólf (Gǫngu-Hrólfr 'Hrólf le marcheur"), est identifié par les historiens islandais et norvégiens comme le Rollo qui a conquis la Neustrie, fondateur de la Normandie, faisant de lui l'aïeul de Guillaume le Conquérant et l'ancêtre de familles royales en Europe et en Grande-Bretagne.